# ローター症候群
ローター症候群（ローターしょうこうぐん、英語：Rotor syndrome、ローター型高ビリルビン血症とも呼ばれる）は、比較的良性で希少な常染色体劣性遺伝のビリルビン異常疾患である。この疾患はデュビン・ジョンソン症候群とははっきり区別できるものの、いずれも抱合型ビリルビン値の上昇を引き起こすという点でよく似た疾患である。

## 特徴
ローター症候群はデュビン・ジョンソン症候群と共通点が多いが、異なる点として肝細胞に色素が沈着しない点がある。主な症状は、掻痒感を伴わない黄疸である。患者の血漿中には、抱合型を主とするビリルビン値の上昇がみられる。
ローター症候群は、デュビン・ジョンソン症候群と以下の点で鑑別できる。
|                              | ローター症候群               | デュビン・ジョンソン症候群                                                                 |
| 肝臓の見た目                 | 肉眼的にも組織学的にも正常   | 肝に黒色色素が沈着している                                                                 |
| 胆嚢の造影                   | 経口胆嚢造影で造影できる     | 胆嚢は造影できない                                                                         |
| 総尿コプロポルフィリン含有量 | 高値で、アイソマー1は70%未満 | 正常で、80%以上がアイソマー1（正常な尿にはアイソマー1よりもアイソマー3の方が多く含まれる） |

## 遺伝

ローター症候群は常染色体劣性遺伝で形質が伝わる。
SLCO1B1遺伝子とSLCO1B3遺伝子がローター症候群に関与している。両方の遺伝子に変異があることが、この疾患の発現に必要である。SLCO1B1遺伝子とSLCO1B3遺伝子はそれぞれ、有機アニオントランスポーター（OATP）1B1 (OATP1B1)、1B3 (OATP1B3)と呼ばれる、同じようなタンパク質を合成する命令を与える。いずれのタンパク質も肝細胞中に見られ、ビリルビンなどの物質を血液中から肝臓に輸送して体内から除去する働きを担う。肝臓では、ビリルビンは胆汁と呼ばれる消化液中に分泌され、体外へ排出される。ローター症候群を発症させるようなSLCO1B1遺伝子とSLCO1B3遺伝子の変異は、異常に短く、機能を持たないSLCO1B1タンパクとSLCO1B3タンパクを産生するか、これらのタンパク質を欠失するかという結果になる。いずれかの輸送タンパクの機能が欠失することで、ビリルビンの肝臓への取り込みや体外への排出は効率が悪くなる。ローター症候群の患者にこの物質が蓄積すると、やがて黄疸を呈するようになる。

## 名称の由来
ローター症候群は、フィリピンの内科医のアルトゥーロ・ベレザ・ローター (en:Arturo Belleza Rotor)にちなんで名づけられた。

## 関連記事
- 黄疸
- ビリルビン
- デュビン・ジョンソン症候群
- ジルベール症候群
- クリグラー・ナジャール症候群